# Ban Bí thư Ban Chấp hành Trung ương Đảng Cộng sản Liên Xô khóa XXVII (1986–1990)
Ban Bí thư Ban Chấp hành Trung ương Đảng Cộng sản Liên Xô khóa XXVII (1986-1990) được bầu tại Hội nghị Trung ương lần thứ nhất của Ban chấp hành Trung ương Đảng Cộng sản Liên Xô khóa XXVII được tổ chức ngày 6/3/1986.

## Ủy viên
| Tên (sinh–mất)                  | Bắt đầu   | Kết thúc  | Thời gian       | Ghi chú                                                       |
| ------------------------------- | --------- | --------- | --------------- | ------------------------------------------------------------- |
| Mikhail Gorbachev (sinh 1931)   | 6/3/1986  | 14/7/1990 | 4 năm, 130 ngày | Bầu Tổng Bí thư tại Hội nghị lần thứ 1                        |
| Oleg Baklanov (sinh 1932)       | 18/2/1988 | 14/7/1990 | 2 năm, 146 ngày | Bầu tại Hội nghị lần thứ 6                                    |
| Alexandra Biryukova (1932–1994) | 6/3/1986  | 30/9/1988 | 4 năm, 130 ngày | Từ chức tại Hội nghị lần thứ 9                                |
| Viktor Chebrikov (1923–1999)    | 30/9/1988 | 20/9/1989 | 355 ngày        | Bầu tại Hội nghị lần thứ 9 và từ chức tại Hội nghị lần thứ 16 |
| Anatoly Dobrynin (1919–2010)    | 6/3/1986  | 30/9/1988 | 4 năm, 130 ngày | Từ chức tại Hội nghị lần thứ 9                                |
| Vladimir Dolgikh (sinh 1924)    | 6/3/1986  | 30/9/1988 | 4 năm, 130 ngày | Từ chức tại Hội nghị lần thứ 9                                |
| Ivan Frolov (sinh 1929)         | 9/12/1989 | 14/7/1990 | 217 ngày        | Bầu tại Hội nghị lần thứ 17                                   |
| Andrei Girenko (sinh 1936)      | 20/9/1989 | 14/7/1990 | 297 ngày        | Bầu tại Hội nghị lần thứ 16                                   |
| Yegor Ligachev (sinh 1920)      | 6/3/1986  | 14/7/1990 | 4 năm, 130 ngày | Bí thư thứ 2 Ban Bí thư (1985-1988)                           |
| Anatoly Lukyanov (sinh 1930)    | 28/1/1987 | 30/9/1988 | 1 năm, 246 ngày | Bầu tại Hội nghị lần thứ 3 và từ chức tại Hội nghị lần thứ 9  |
| Yurii Manaenkov (sinh 1936)     | 20/9/1989 | 14/7/1990 | 297 ngày        | Bầu tại Hội nghị lần thứ 16                                   |
| Vadim Medvedev (sinh 1929)      | 6/3/1986  | 14/7/1990 | 4 năm, 130 ngày | Bí thư thứ 2 Ban Bí thư (1988-1990)                           |
| Viktor Nikonov (sinh 1938)      | 6/3/1986  | 20/9/1989 | 3 năm, 198 ngày | Từ chức tại Hội nghị lần thứ 16                               |
| Georgy Razumovsky (sinh 1936)   | 6/3/1986  | 14/7/1990 | 4 năm, 130 ngày | —                                                             |
| Nikolay Slyunkov (sinh 1929)    | 28/1/1987 | 14/7/1990 | 3 năm, 167 ngày | Bầu tại Hội nghị lần thứ 3                                    |
| Yegor Stroyev (sinh 1937)       | 20/9/1989 | 14/7/1990 | 297 ngày        | Bầu tại Hội nghị lần thứ 16                                   |
| Gumer Usmanov (sinh 1932)       | 20/9/1989 | 14/7/1990 | 297 ngày        | Bầu tại Hội nghị lần thứ 16                                   |
| Alexander Yakovlev (1923–2005)  | 6/3/1986  | 14/7/1990 | 4 năm, 130 ngày | —                                                             |
| Lev Zaykov (1923–2002)          | 6/3/1986  | 14/7/1990 | 4 năm, 130 ngày | —                                                             |
| Mikhail Zimyanin (sinh 1932)    | 6/3/1986  | 28/1/1987 | 328 ngày        | Từ chức tại Hội nghị lần thứ 3                                |